# David Ury
David Brian Ury (Sonoma, 30 settembre 1973) è un attore e youtuber statunitense.

## Biografia
Discendente del pittore impressionista ebreo aschenazita Lesser Ury, David Ury si reca a studiare a Tokyo e inizia a lavorare come traduttore dal giapponese per il cinema e la televisione, oltre a tradurre e adattare in lingua inglese anche gli anime e i manga. Nel 2001 si trasferisce a Los Angeles esibendosi nella stand-up comedy.
Nel 2002 compare nella serie televisiva Malcolm e in seguito comincia a recitare in diversi film fra cui Scatto mortale - Paparazzi (2004), Dark Ride (2006), Shoot 'Em Up - Spara o muori! (2007), Il mistero delle pagine perdute (2007), e Parasomnia (2008). Allo stesso tempo interpreta alcuni ruoli nelle serie televisive Streghe (2004), Blue Collar TV (2005), Crossing Jordan (2006), Heroes (2006-2009), Close to Home - Giustizia ad ogni costo (2007), Senza traccia (2008), e Life (2008-2009). 
David Ury è anche un noto youtuber e tra i vari alter ego da lui creati in un suo canale figura Ken Tanaka, il suo fratello gemello nato a Los Angeles e adottato da una coppia di giapponesi.

## Filmografia parziale

### Cinema
- Scatto mortale - Paparazzi (Paparazzi), regia di  Paul Abascal (2004)
- Dark Ride, regia di Craig Singer (2006)
- Shoot 'Em Up - Spara o muori! (Shoot 'Em Up), regia di Michael Davis (2007)
- Il mistero delle pagine perdute (National Treasure: Book of Secrets), regia di Jon Turteltaub (2007)
- Parasomnia, regia di William Malone (2008)
- 41 anni vergine (The 41-Year-Old Virgin Who Knocked Up Sarah Marshall and Felt Superbad About It), regia di Craig Moss (2010)
- Little Boy, regia di Alejandro Gómez Monteverde (2015)
- 31, regia di Rob Zombie (2016)
- A Cinderella Story: Se la scarpetta calza (A Cinderella Story: If the Shoe Fits), regia di Michelle Johnston (2016)
- 3 from Hell, regia di Rob Zombie (2019)
- Birds of Prey e la fantasmagorica rinascita di Harley Quinn (Birds of Prey (and the Fantabulous Emancipation of One Harley Quinn)), regia di Cathy Yan (2020)

### Televisione
- Malcolm (Malcolm in the Middle) - serie TV, episodio 4x01 "Gelosia incontrollata" (2002)
- Streghe (Charmed) - serie TV, episodio 7x10 "Visione dal futuro" (2004)
- Crossing Jordan - serie TV, episodio 5x15 "Il gioco delle colpe" (2006)
- Heroes - serie TV, episodi 1x00,01,3x22 (2006-2009)
- Close to Home - Giustizia ad ogni costo (Close to Home) - serie TV, episodio 2x16 "La sposa russa" (2007)
- Il gioco della vedova nera (Black Widow) - film TV, regia di Armand Mastroianni (2008)
- Senza traccia (Without a Trace) - serie TV, episodio 7x08 "Angeli custodi" (2008)
- Life - serie TV, episodi 2x12,13 (2008-2009)
- Breaking Bad - serie TV, episodi 2x05,06 (2009)
- Zeke e Luther - serie TV, 11 episodi (2009-2011)
- Rizzoli & Isles - serie TV, episodio 1x02 "Lo strangolatore di Boston" (2010)
- Lie to Me - serie TV, episodio 2x18 "Il sospetto" (2010)
- C'è sempre il sole a Philadelphia (It's Always Sunny in Philadelphia) - serie TV, episodio 6x10 "Festa di compleanno" (2010)
- Febbre d'amore (The Young and the Restless) - serial TV, episodio 9562 "Daniel Finally Regains Consciousness" (2011)
- Bones - serie TV, episodio 6x17 "I piedi sulla spiaggia" (2011)
- CSI: NY - serie TV, episodio 8x04 "L'agente coinvolto" (2011)
- American Horror Story - serie TV, episodio 1x06 "Leggende metropolitane" (2011)
- Community - serie TV, episodio 3x09 "Calcetto e vigilanti" (2011)
- Private Practice - serie TV, episodio 5x11 "Ho bisogno di tempo" (2012)
- Hollywood Heights - Vita da popstar (Hollywood Heights) - serie TV, episodi 1x71,75 (2012)
- Aiutami Hope! (Raising Hope) - serie TV, episodi 3x02,03 (2012)
- Touch - serie TV, episodio 2x10 "La prossima vittima" (2013)
- The Mentalist - serie TV, episodio 6x03 "Matrimonio in rosso" (2013)
- Masters of Sex - serie TV, episodio 1x03 "Deviazione standard" (2013)
- CSI - Scena del crimine (CSI: Crime Scene Investigation) - serie TV, episodio 14x11 "Una tragica vigilia" (2013)
- Chosen - serie TV, episodio 2x02 "Heroes and Villains" (2013)
- Mom - serie TV, episodio 1x15 "La famiglia si allarga" (2014)
- I fantasmi di casa Hathaway (The Haunted Hathaways) - serie TV, episodio 2x10 "I fantasmi di casa Thunderman (seconda parte)" (2014)
- Grimm - serie TV, episodi 4x02,03,04,05 (2014)
- Major Crimes - serie TV, episodio 3x11 "Giù nelle fogne" (2014)
- The Librarians - serie TV, episodio 2x10 "... e l'ultimo atto" (2015)
- Powers - serie TV, 8 episodi (2015-2016)
- Rush Hour - serie TV, episodio 1x05 "Il figlio del dragone" (2016)
- Fresh Off the Boat - serie TV, episodio 4x06 "Ragazza vincente" (2017)
- The Outpost - serie TV, episodio 1x01 "One Is the Loneliest Number" (2018)
- Lodge 49 - serie TV, 17 episodi (2018-2019)
- The Walking Dead - serie TV, episodio 9x12 "Guardiani" (2019)
- Outer Banks - serie TV, episodi 1x01,08 (2020)
- Better Call Saul - serie TV, episodio 6x04 (2022)

## Doppiatori italiani
Nelle versioni in italiano delle opere in cui ha recitato, David Ury è stato doppiato da:
- Franco Mannella in Breaking Bad, Justified
- Luca Dal Fabbro in Zeke e Luther, Private Practice
- Pieraldo Ferrante in Streghe
- Gianluca Iacono in Community
- Gianluca Tusco in CSI - Scena del crimine
- Gianfranco Miranda in 31
- Enrico Pallini in The Mentalist
- Alberto Angrisano in Lodge 49
- Stefano Santerini in Better Call Saul